# Percy Bush
Pour les articles homonymes, voir Bush.

a Compétitions nationales et continentales officielles uniquement.

b Matchs officiels uniquement.
Percy Frank Bush, né le 23 juin 1879 à Cardiff et mort le 19 mai 1955, est un joueur gallois de rugby à XV, évoluant au poste de demi d'ouverture pour le pays de Galles et essentiellement pour le club de Cardiff RFC.

## Biographie

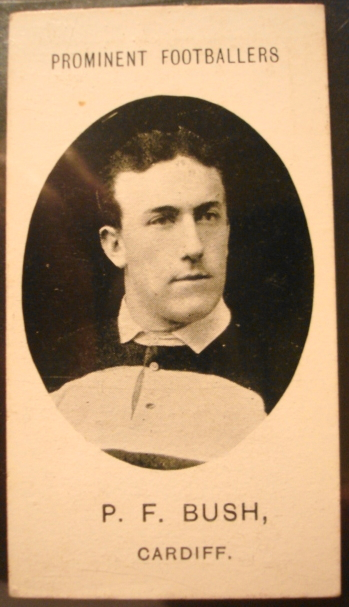
Portrait de Percy Bush sur un paquet de cigarettes Taddy’s.

Né à Cardiff, Percy Bush dispute quatre test matches avec les Lions britanniques en 1904 en Australie et en Nouvelle-Zélande, avant d'être international gallois. Il dispute son premier test match le 16 décembre 1905 contre les All Blacks pour une victoire 3 à 0 à Cardiff. Il dispute son dernier test match contre l'Irlande le 12 mars 1910. Il joue huit matches en sélection nationale. Percy Bush dispute la majeure partie de sa carrière de joueur dans le club de Cardiff RFC avec lequel il dispute 171 rencontres pour 66 essais inscrits entre 1899 et 1913. Il en est le capitaine durant trois saisons. En 1910, il vient en France pour évoluer au Stade nantais université club. Il joue également pour les London Welsh et le Glamorgan RFC.

## Palmarès
- Victoires dans le Tournoi britannique de rugby à XV 1906 et 1908

## Statistiques

### Avec le pays de Galles
- Huit sélections entre 1905 et 1910.
- 20 points (2 essais, 1 transformation, 3 drops).
- Sélections par année : 1 en 1905, 2 en 1906, 1 en 1907, 2 en 1908, 2 en 1910.
- Participation à trois tournois britanniques en 1906, 1907 et 1908.
- Participation au Tournoi des Cinq Nations 1910.

### Avec les Lions britanniques
- Quatre sélections en 1904 en tournée en Australie et en Nouvelle-Zélande (16 points : 2 essais, 1 transformation, 2 drops).